# Kolejkowanie
Kolejkowanie (ang. queuing) – ogół działań wykonywanych przez system operacyjny lub oprogramowanie użytkowe, np. system transakcyjny w związku z obsługą kolejek.
Rodzaje kolejkowania:
- FIFO
- szeregowanie priorytetów
- WFQ – ważone sprawiedliwe kolejkowanie (ang. weightedfair queuing, WFQ)
  - uogólniona cykliczność
  - każda klasa otrzymuje ważoną ilość usługi w każdym cyklu